# Peter Jennings

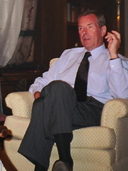
Peter Jennings, 2002

Peter Charles Jennings (ur. 29 lipca 1938 w Toronto w Kanadzie, zm. 7 sierpnia 2005 w Nowym Jorku w Stanach Zjednoczonych) – twarz amerykańskiej telewizji ABC i gospodarz programu informacyjnego ABC World News Tonight, który prowadził od 1978 r. (systematycznie od 1983 r.) aż do kwietnia 2005.
Jeden z trzech wielkich prowadzących (tzw. anchorzy), którzy zdominowali w Stanach Zjednoczonych rynek dzienników telewizyjnych (także: Dan Rather z CBS oraz Tom Brokaw z NBC).
Był synem kanadyjskiego dziennikarza radiowego. Na wizji zadebiutował w wieku 9 lat, funkcję anchora pełnił od 26 roku życia.
Jako reporter telewizyjny obsługiwał ważne wydarzenia międzynarodowe. Specjalizował się w zagadnieniach Bliskiego Wschodu.
Jako reporter był m.in. w Gdańsku w czasie strajków w sierpniu 1980 roku i w Warszawie w 1989 roku w czasie powstania rządu Tadeusza Mazowieckiego. Obsługiwał też m.in. atak terrorystyczny na wioskę olimpijską w czasie Igrzysk Olimpijskich w Monachium w 1972 roku, kiedy palestyńscy bojownicy zabili izraelskich sportowców. Po atakach na World Trade Center spędził na wizji ponad 60 godzin bez przerwy.
W latach 1992–93, u szczytu swojej popularności, przyciągał do ekranów ok. 14 mln widzów dziennie.
Jennings zawiadomił telewidzów o swojej chorobie (rak płuc). 5 kwietnia mówiąc zachrypłym głosem, że ma nadzieję wyzdrowieć i wrócić do pracy. Przyznał również, że choroba z pewnością jest efektem nadmiernego spożycia tytoniu – Jennings pierwszego papierosa wypalił w wieku 11 lat. Jennings poddał się serii chemioterapii oraz był leczony nowatorską metodą naświetleń. Nie udało mu się pokonać choroby – prezenter zmarł 7 sierpnia 2005 r. w swoim mieszkaniu w Nowym Jorku.